# Hauptkläranlage Wien

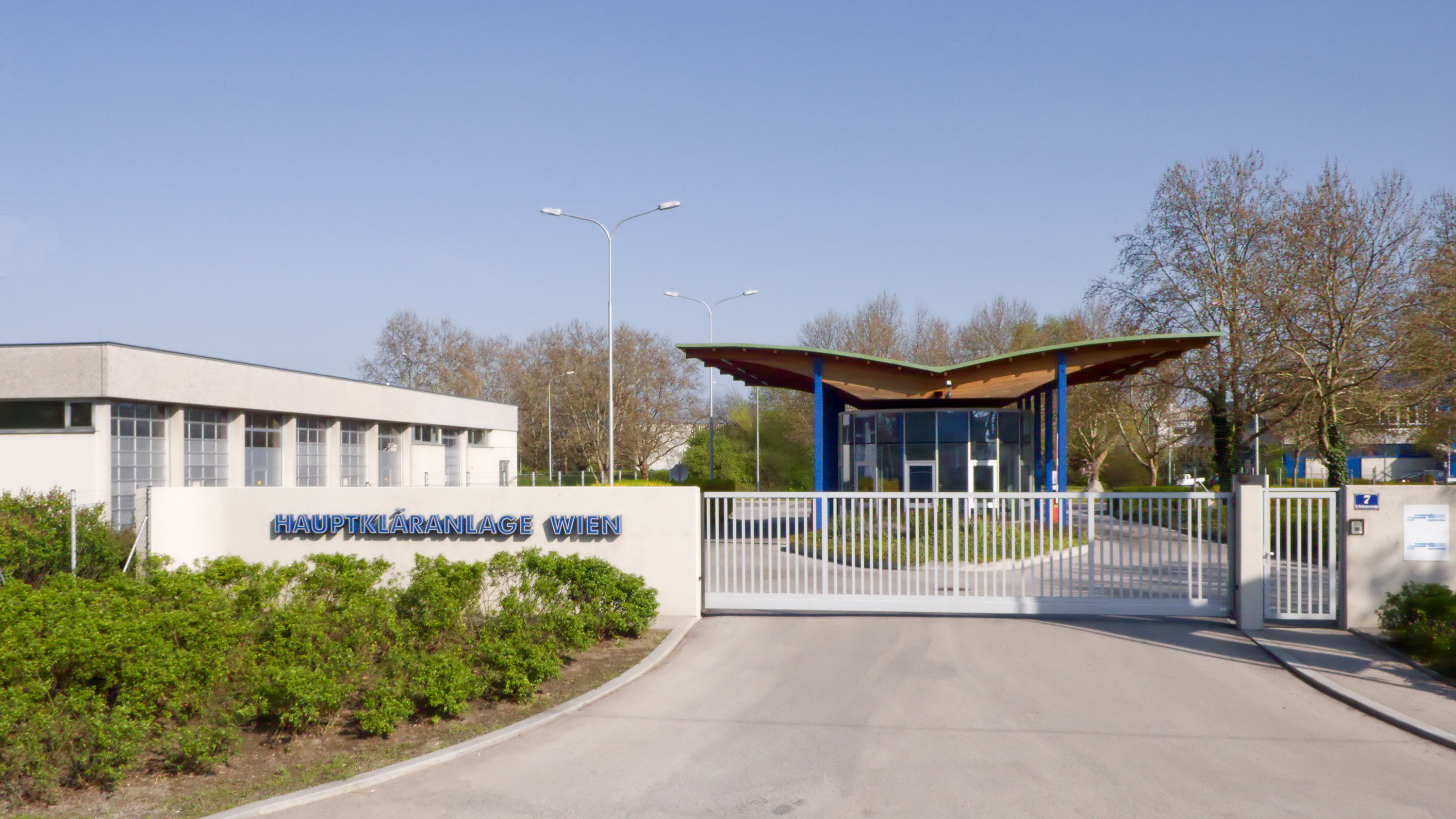
Die Einfahrt zur Kläranlage

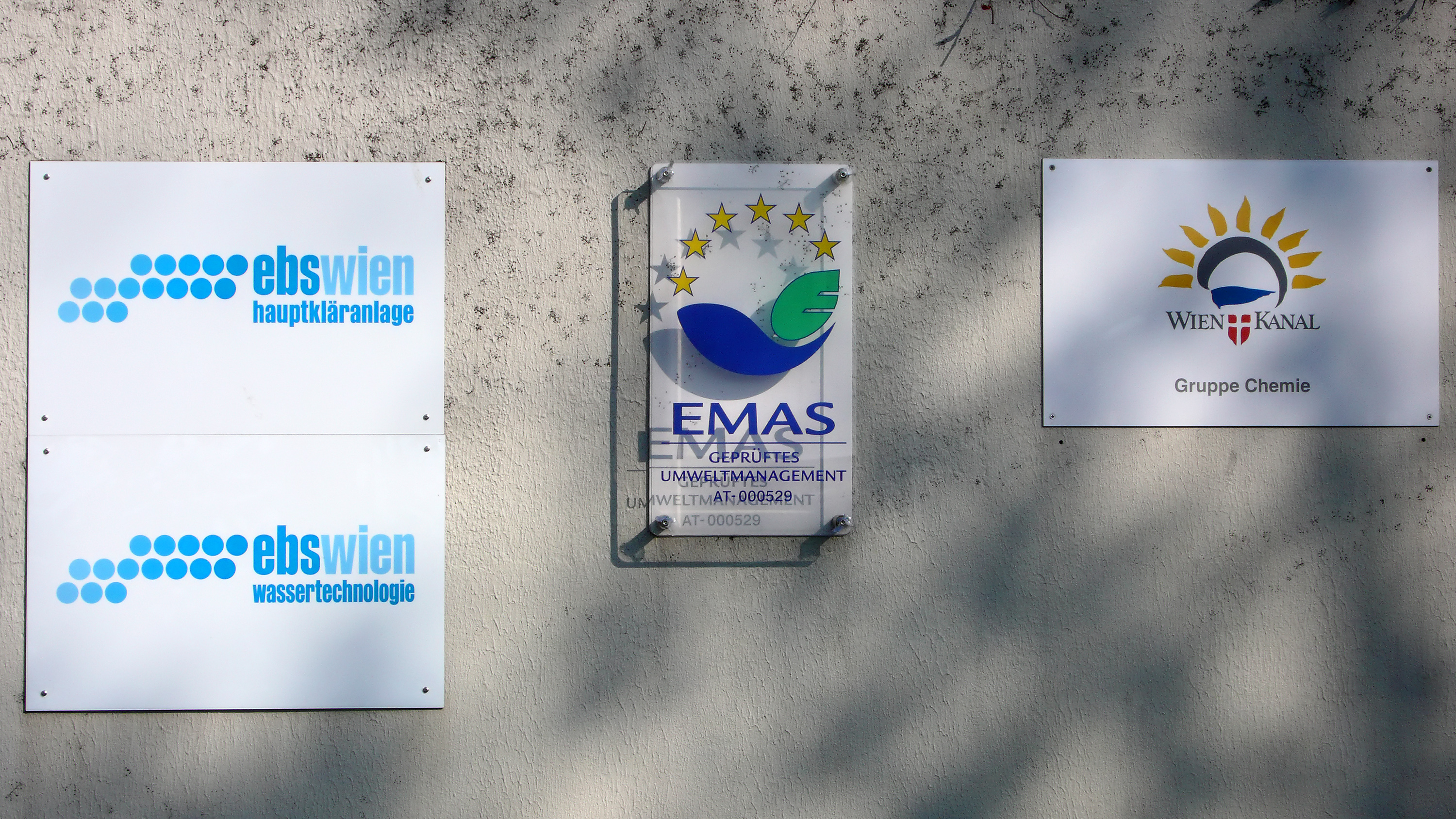
Schilder an der Einfahrt

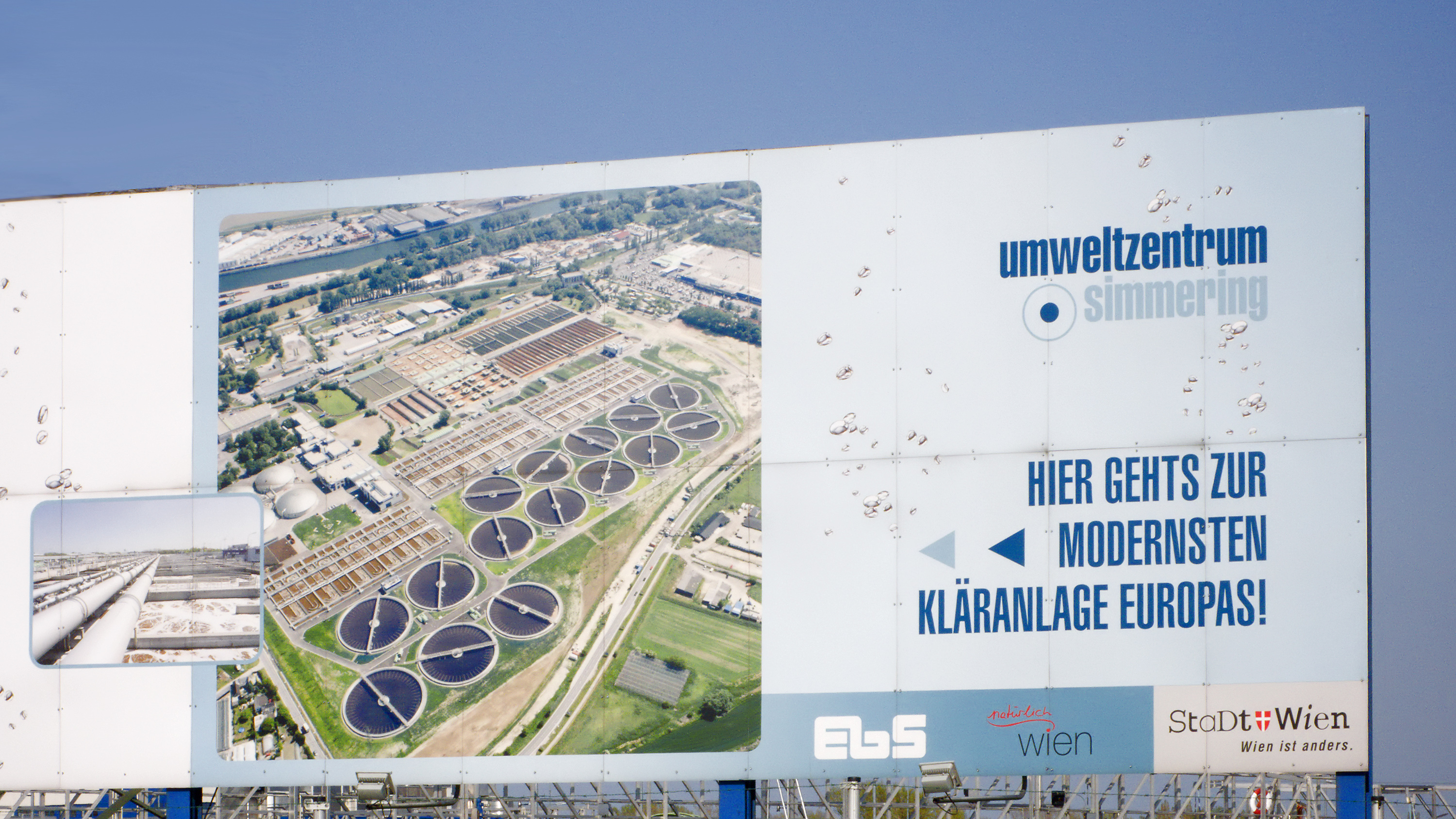
Die Zufahrt zur Kläranlage

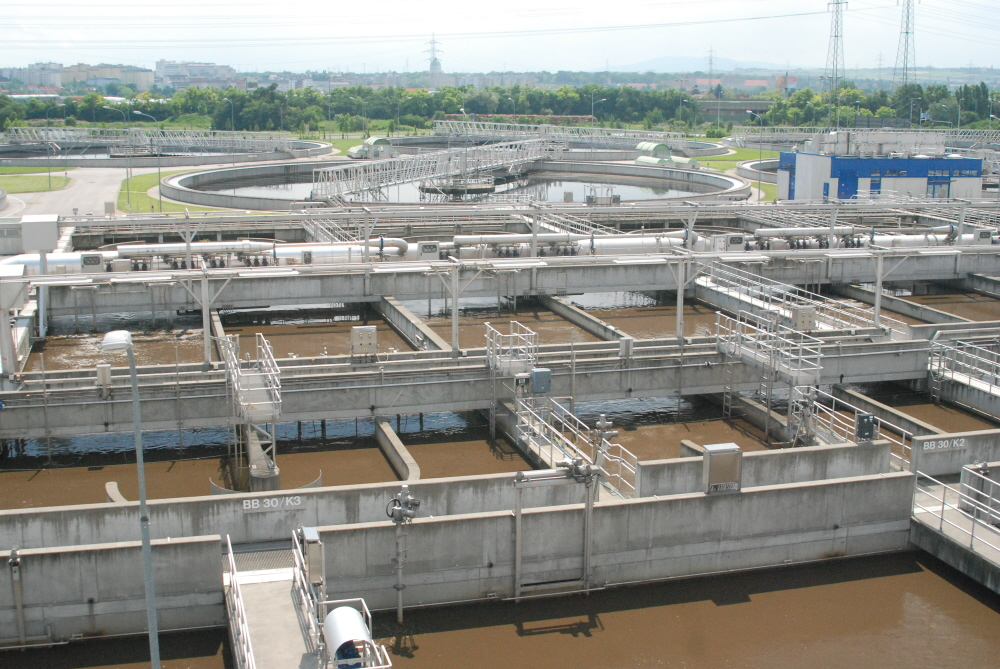
Hauptkläranlage Simmering

Die Hauptkläranlage Wien ist eine Kläranlage und befindet sich am topografisch tiefsten Punkt der Stadt auf der Simmeringer Haide und reinigt die gesamten kommunalen Abwässer der Bundeshauptstadt. Bei Trockenwetter sind das täglich rund 500.000 m³ Abwässer. Sie wurde nach mehrjähriger Planung 1980 für ursprünglich 2 Millionen Einwohnergleichwerte (EGW) angelegt. Im Jahr 2005 erfolgte die Erweiterung der Anlage um eine zweite biologische Reinigungsstufe, seit der Eröffnung der Erweiterung am 18. Juni 2005 kann die Anlage Abwasser im Ausmaß von 4 Millionen EGW reinigen, wobei die derzeitige Auslastung rund 3,25 Mio. EGW beträgt.
Eigens für den Betrieb der Anlage wurden 1976 die Entsorgungsbetriebe Simmering (heute Ebswien Kläranlage & Tierservice) gegründet, welche neben der Kläranlage bis zum Jahr 2000 auch eine Verbrennungsanlage für die anfallenden Klärschlämme sowie für Sondermüll, darunter auch die ausgesiebten Feststoffe, betrieben haben. Im Jahr 2000 wurde die thermische Klärschlamm- und Sonderabfallbehandlungsanlage der Entsorgungsbetriebe Simmering von Fernwärme Wien, die auch die thermischen Abfallbehandlungsanlagen Spittelau und Flötzersteig betreibt, übernommen und wird seitdem unter der Bezeichnung „Werk Simmeringer Haide“ weitergeführt. Betreiberin der Kläranlage ist die Ebswien Kläranlage & Tierservice, über die Wien Holding ein hundertprozentiges Tochterunternehmen der Stadt Wien.

## Leistung
Das gesamte Gelände besitzt ein Ausmaß von rund 40 ha. Seit der Eröffnung der Erweiterung am 18. Juni 2005 kann die Anlage Abwasser im Ausmaß von 4 Millionen Einwohnergleichwerten reinigen, wobei die derzeitige Auslastung rund 3,25 Mio. EGW beträgt. Zudem kann seither eine Reinigungsleistung von über 95 % des BSB5 erreicht werden. Zuvor waren es rund 85 %. Mehr als 70 % des Stickstoffes können entfernt werden und die Durchlaufzeit des Abwassers beträgt rund 20 Stunden statt vormals 5 Stunden.
Pro Sekunde können 18 m³ (18.000 Liter) zur Reinigung aufgenommen werden. Da das Wiener Kanalsystem ein Mischwassersystem ist, d. h. sowohl Regenwasser als auch Gebäudeabwässer abgeleitet werden, wird bei Regenwetter überschüssiges Abwasser durch ein neues Rückhaltesystem aufgestaut, damit sämtliches Abwasser auch zur biologischen Reinigung gelangen kann. Vor dem Ausbau wurden bei Überlastung je 12 m³ zur biologischen und zur mechanischen Reinigung geleitet, was die Reinigungsleistung zu Regenzeiten dementsprechend dezimierte.

### Anlagentechnik
- Fünf Verdichter mit je 45.000 Nm³/h bzw. je 1.250 kW.
- Im Zwischenpumpwerk gibt es acht Pumpen mit einer Durchflussmenge von je 2,6 m³/s und sechs Pumpen mit je 2,7 m³/s.
- Im Verteilbauwerk gibt es 15 induktive Durchflussmessgeräte mit Regelklappen, DN 1200.
- 15 Belebungsbecken mit einer Länge von je 79 Metern, einer Breite von je rund 33 Meter und einer Tiefe von 5,5 Meter, was ein Gesamtvolumen von rund 171.000 m³ ergibt.
- 15 Nachklärbecken mit einem Innendurchmesser von je 64 Metern, einer mittleren Tiefe von 4,1 Meter und einem Gesamtvolumen von 200.000 m³.

## Funktionsweise
Das über die Hauptsammelkanäle der Wiener Kanalisation gesammelte Abwasser wird im Schotterfang, der Rechenanlage, dem Sandfang und in den Vorklärbecken vom Großteil der ungelösten Verunreinigungen befreit. Dadurch lassen sich bereits 30 % der Schmutzstoffe entfernen. Danach folgt die biologische Reinigung, welche sich verschiedenster hinzugefügter Mikroorganismen bedient, welche die organischen Verunreinigungen in ihre chemischen Bestandteile wie Kohlenstoff aufspalten. Dazu stehen vier sogenannte Belebungsbecken zur Verfügung. Der für die Mikroorganismen wichtige Sauerstoff wird mittels 32 Kreisbelüftern eingeblasen.
Danach werden bereits in den Zuläufen zu den 16 Zwischenklärbecken, in denen die organischen Schlämme vom Abwasser getrennt werden, unter Beimengung von Eisen(III)-chlorid Phosphate aus dem Wasser gefällt. Die Mikroorganismen setzen sich dann mitsamt dem aufgenommenen Schmutz als Belebtschlamm ab, von welchem ein Teil als Rücklaufschlamm in die Belebungsbecken der ersten Stufe rückgeführt werden, um die Anreicherung mit Mikroorganismen zu beschleunigen und den Abbauprozess intakt zu halten. Der Überschussschlamm hingegen wird in die Eindicker gepumpt.
Im Verteilbauwerk wird der Abwasserstrom dann gleichmäßig auf die 15 Belebungsbecken der zweiten Stufe aufgeteilt, wo das Abwasser von weiterer Verunreinigung u. a. durch Denitrifikation befreit wird. Daraufhin folgen 15 Nachklärbecken, mit je einem Durchmesser von 64 Metern. In diesen wird der nun verbliebene Klärschlamm ebenfalls in die Eindicker gepumpt, wo der gesamte Schlamm unter Einwirkung der Schwerkraft eingedickt und daraufhin in Wirbelschichtöfen verbrannt. Das verbliebene, inzwischen von Schadstoffen befreite Abwasser, wird nach jetzt bereits rund 20 Stunden Durchlaufzeit (vor dem Ausbau waren es nur 5 Stunden) über die Auslaufgerinne in den Donaukanal eingeleitet.

## Klärschlammverbrennung

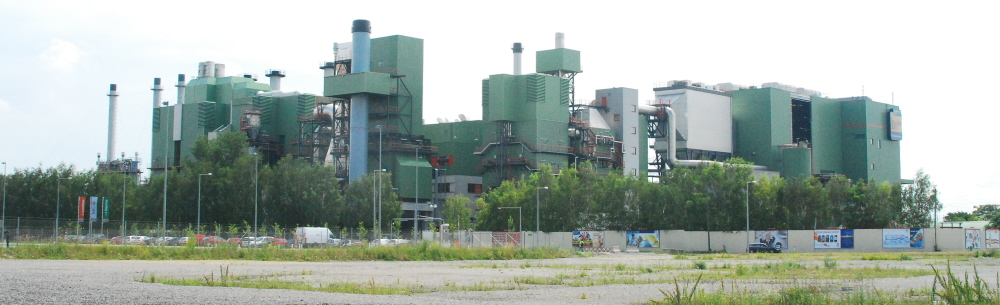
Sondermüllverbrennungsanlage Simmering

In Werk Simmeringer Haide der Fernwärme Wien werden in Wirbelschichtöfen die jährlich anfallenden rund 1,8 Mio. Tonnen Dünnschlamm erwärmt und mit Flockungshilfsmittel (Kunststoff in Pulverform) vermischt. Danach wird diese Masse durch zentrifugieren entwässert und es verbleiben jährlich rund 180.000 Tonnen Dickschlamm mit einem Feststoffanteil von 34 bis 37 %. Dieses Vorbehandlungsverfahren zur Verbrennung wurde in den Jahren 1986 bis 1990 in Zusammenarbeit mit den Lieferfirmen der Geräte und Additive verbessert. Dieses Verfahren wurde auch für die US-Bundesstaaten New York und Connecticut übernommen.
Durch die Brenntechnologie kann der nun entwässerte Klärschlamm in drei Wirbelschichtöfen bei 850 bis 880 °C zur Energiegewinnung genutzt werden. Die Gasleistung der drei Öfen beträgt zusammen 176.000 m³ pro Stunde.
In Zukunft soll der Schlamm nicht mehr direkt der Verbrennung zugeführt, sondern zuerst in neu zu bauenden Faultürmen einem Gärprozess unterzogen werden. Das dabei gewonnene Gärgas wird in Blockheizkraftwerken zur Gewinnung von Strom und Wärme genutzt, während der verbleibende, jetzt heizwertärmere Schlamm weiterhin in den Wirbelschichtöfen verbrannt wird. Der Baubeginn ist für 2015 vorgesehen.

## Wärmepumpenanlage
Im Februar 2022 begannen die Bauarbeiten für zwei Groß-Wärmepumpen, mit deren Hilfe bisher ungenutzte Energie aus dem Abwasser in das Fernwärmenetz der Stadt Wien eingespeist werden soll. Die erste Wärmepumpe mit 55 MW thermischer Leistung soll Mitte 2023 in Betrieb gehen, die zweite bis 2027 installiert werden. Zusammen sollen die Wärmepumpen Wärmeenergie für bis zu 112.000 Haushalte liefern und damit jährlich ca. 300.000 Tonnen des Treibhausgases Kohlenstoffdioxid einsparen. Angetrieben werden die Wärmepumpen mit Strom aus dem Wasserkraftwerk Freudenau. Die Investitionskosten liegen bei ca. 70 Mio. Euro. Bei Fertigstellung wird die Anlage eine der leistungsstärksten Wärmepumpenanlagen Europas sein.